# Frédéric Dobraje
Frédéric Dobraje, né le 17 mai 1955 à Douai, est un agent de joueurs de football français depuis 1986.
Formé à l'INF Vichy, dans la même promotion que Jean-Luc Ettori, Paul Marchioni et Erick Mombaerts, il est également gardien de but professionnel de 1974 à 1989.
En tant que footballeur, il évolue dans différents clubs professionnels et obtient le titre de meilleur gardien de but de Ligue 2, en 1981, avec le club de Thonon les Bains, et celui de Champion de France de Ligue 2 avec le Tours Football Club, en 1984, face à l'Olympique de Marseille.
Considéré comme l'un des précurseurs du métier d'agent de joueurs, il a accompagné depuis 1986, plus de 200 joueurs, notamment Robert Pirès, Bixente Lizarazu, Stéphane Guivarc'h, tous trois vainqueurs de la Coupe du monde de football 1998, et des entraîneurs comme Rudi Garcia, Alain Perrin, Hubert Fournier, Guy Stéphan ou Jean-Marc Furlan.

## Carrière
- 1969-1971 : Carabiniers de Billy Montigny
- 1971-1972 : Stade héninois
- 1972-1974 : INF Vichy -  France
- 1974 : RC Lens -  France
- 1974-1976 : RC Besançon -  France
- 1976-1978 : AS Angoulême -  France
- 1979 : SC Bastia -  France
- 1979-1980 : AAJ Blois -  France
- 1980-1982 : CS Thonon -  France
- 1982-1983 : Brest Armorique FC -  France
- 1983-1985 : Tours FC -  France
- 1985-1986 : AS Béziers -  France
- 1986-1987 : Limoges FC -  France
- 1987-1989 : FC Sochaux -  France
- 1989-1990 : FC Bourges
- 1990-1995  : US Fesches-le-Châtel -  France
- 1995-1996 : Pont-de-Roide -  France[1]